# DUSP28
DUSP28 (англ. Dual specificity phosphatase 28) – білок, який кодується однойменним геном, розташованим у людей на 2-й хромосомі. Довжина поліпептидного ланцюга білка становить 176 амінокислот, а молекулярна маса — 18 324.
| 10         |  | 20         |  | 30         |  | 40         |  | 50         |
| ---------- |  | ---------- |  | ---------- |  | ---------- |  | ---------- |
| MGPAEAGRRG |  | AASPVPPPLV |  | RVAPSLFLGS |  | ARAAGAEEQL |  | ARAGVTLCVN |
| VSRQQPGPRA |  | PGVAELRVPV |  | FDDPAEDLLA |  | HLEPTCAAME |  | AAVRAGGACL |
| VYCKNGRSRS |  | AAVCTAYLMR |  | HRGLSLAKAF |  | QMVKSARPVA |  | EPNPGFWSQL |
| QKYEEALQAQ |  | SCLQGEPPAL |  | GLGPEA     |  |            |  |            |

A: Аланін

C: Цистеїн

D: Аспарагінова кислота

E: Глутамінова кислота

F: Фенілаланін

G: Гліцин

H: Гістидин

K: Лізин

L: Лейцин

M: Метіонін

N: Аспарагін

P: Пролін

Q: Глутамін

R: Аргінін

S: Серин

T: Треонін

V: Валін

W: Триптофан

Кодований геном білок за функціями належить до гідролаз, протеїн-фосфатаз. 